# Ultimate Ultimate 1996
Ultimate Ultimate 1996（アルティメット・アルティメット・ナインティーンナインティシックス、別名The Ultimate Ultimate 2、UFC 11.5）は、アメリカ合衆国の総合格闘技団体「UFC」の大会の一つ。1996年12月7日、アラバマ州バーミングハムのフェア・パーク・アリーナで開催された。

## 大会概要
過去のUFCのトーナメントの優勝者・準優勝者が集まったトーナメントでは、ドン・フライがゲーリー・グッドリッジ、マーク・ホール、タンク・アボットを破り2度目の優勝を果たした。
UFC 10とUFC 11のトーナメント優勝者であるマーク・コールマンもトーナメントに出場予定だったがウイルスのため欠場を余儀なくされた。また、ケン・シャムロックがWWFに移籍する前にUFCに出場した最後の大会となった（2002年のUFC 40で復帰）。
ケン・シャムロックが大会のプロモーションのためNBCの番組「レイト・ナイト・ウィズ・コナン・オブライエン」に出演したが、これは黎明期の総合格闘技にとって画期的なことであった。

## ルール改正
本大会から試合でオクタゴンの金網を掴む行為が禁止された。

## 試合結果

### リザーブマッチ
第1試合 Ultimate Ultimate '96トーナメント リザーブマッチ 10分1R
○  マーク・ホール vs.  フェリックス・ミッチェル ×
1R 1:45 TKO（レフェリーストップ）
※ホールがトーナメントリザーブ権獲得
第2試合 Ultimate Ultimate '96トーナメント リザーブマッチ 10分1R
○  スティーブ・ネルマーク vs.  マーカス・ボセット ×
1R 1:37 前腕チョーク
※ネルマークがトーナメントリザーブ権獲得
第3試合 Ultimate Ultimate '96トーナメント リザーブマッチ 10分1R
○  タイ・ボウデン vs.  ジャック・ニルソン ×
1R 4:46 ギブアップ（頭突き）
※ボウデンがトーナメントリザーブ権獲得

### トーナメント1回戦
第4試合 Ultimate Ultimate '96トーナメント 1回戦 15分1R
○  ドン・フライ vs.  ゲーリー・グッドリッジ ×
1R 11:19 ギブアップ（疲労）
※フライが準決勝進出
第5試合 Ultimate Ultimate '96トーナメント 1回戦 15分1R
○  タンク・アボット vs.  カル・ウォーシャム ×
1R 2:51 ギブアップ（グラウンドパンチ）
※アボットが準決勝進出
第6試合 Ultimate Ultimate '96トーナメント 1回戦 15分1R
○  キモ vs.  ポール・ヴァレランス ×
1R 9:08 TKO（タオル投入）
※キモの負傷棄権によりリザーバーのネルマークが準決勝進出
第7試合 Ultimate Ultimate '96トーナメント 1回戦 15分1R
○  ケン・シャムロック vs.  ブライアン・ジョンストン ×
1R 5:48 前腕チョーク
※シャムロックの負傷棄権によりリザーバーのホールが準決勝進出

### トーナメント準決勝
第8試合 Ultimate Ultimate '96トーナメント 準決勝 15分1R
○  ドン・フライ vs.  マーク・ホール ×
1R 0:20 アキレス腱固め
※フライが決勝進出
第9試合 Ultimate Ultimate '96トーナメント 準決勝 15分1R
○  タンク・アボット vs.  スティーブ・ネルマーク ×
1R 1:03 KO（右フック）
※アボットが決勝進出

### トーナメント決勝戦
第10試合 Ultimate Ultimate '96トーナメント 決勝戦 15分1R
○  ドン・フライ vs.  タンク・アボット ×
1R 1:22 チョークスリーパー
※フライがトーナメント優勝